# Aphodius erraticus
Aphodius erraticus — вид жесткокрылых насекомых из подсемейства афодиин семейства пластинчатоусых.

## Описание
Жук длиной от 5,5 до 9 мм, чёрный, надкрылья жёлто-бурые, часто с тёмным швом, иногда с двумя чёрными чёрточками позади, реже совсем тёмные. Наружный край передних голеней перед тремя большими передними зубцами зазубрен. Голова и переднеспинка в частых точках, основание переднеспинки тонко окаймлено. Надкрылья почти матовые, с тонкими двойными бороздками, междурядья в частых точках..